# Marcatti
Francisco de Assis Marcatti Júnior (São Paulo, 16 de junho de 1962) é um cartunista brasileiro, representante do quadrinho underground no Brasil.

## Carreira
Aos 15 anos, teve sua primeira história publicada na revista Papagaio, produzida por alunos do Colégio Equipe (onde Marcatti jamais estudou).
Em 1980, graças a uma herança, comprou a impressora off-set de mesa Rex Rotary modelo 1501, com a qual fundou a editora independente Pro-C. Passou, então, a escrever, editar, desenhar, imprimir, dobrar, grampear e distribuir diversas revistas de sua autoria (e de outros, como Lourenço Mutarelli) com os mais inusitados títulos: Mijo, Lodo, Prega, Ventosa, etc.
Ele publicou ininterruptamente 38 revistas ao decorrer de praticamente uma década, tal como os fanzines, vendendo-as ele mesmo via Correios ou de mão em mão, em portas de cineclubes, casas de shows, bares, teatros, lojas de discos e boates de São Paulo.
Recebeu em 1988 o Troféu Jayme Cortez  do Prêmio Angelo Agostini, organiado por Associação dos Quadrinhistas e Caricaturistas do Estado de São Paulo em reconhecimento ao seu apoio aos quadrinhos locais.
Ao longo dos anos, publicou também seus quadrinhos em outras revistas, como Chiclete com Banana, Tralha, Monga, Casseta & Planeta, Mega e Mil Perigos.
Marcatti também fez as capas dos álbuns Anarkophobia e Brasil, da banda Ratos de Porão.
Em 2001 criou seu personagem Frauzio para uma revista mensal, lançada pela Editora Escala, com tiragem de 30 mil exemplares e distribuída em bancas de jornais, tendo o título após o 6º número. Em 2003 deu continuidade ao personagem, dessa vez pela Pro-C.
Em 2005, a editora Conrad lançou Mariposa, primeira graphic novel do autor,  livro que lhe rendeu o Prêmio Angelo Agostini de Melhor Roteirista.

Em 2007, abandonando a temática escatológica e adaptou o romance A Relíquia, de Eça de Queiroz, publicado pela mesma editora.
Em novembro de 2008, tornou-se colaborador da versão brasileira da revista Mad, tal qual Basil Wolverton, uma de suas influências.
Em 2012 o ano em que foi homenageado como Grande Mestre pelo “Troféu HQMix”, adquiriu uma sexagenária impressora offset com o propósito de disponibilizar toda sua produção de mais de quatro décadas e continuar a produzir sua obras escatológicas.
Em 2017, a Ugra Press lançou Marcatti 40, um álbum em homenagem aos 40 anos de carreira de Marcatti pelos seguintes autores:André Diniz, Batista, Bira Dantas, Camilo Solano, Chico Felix, Dan Heyer, Daniel Esteves, Al Stefano, Doutor Insekto, Escape HQ, Fábio Zimbres, Felipe Bezerra, Flávio Luiz, Lica de Souza, Floreal, Franco de Rosa, Galvão Bertazzi, Germana Viana, Gilmar Machado, Guabiras, Guilherme Petreca, Juscelino Neco, Kellen Carvalho, Kiko Garcia, Laudo Ferreira, Lobo Ramirez, Luciano Salles, Miolo Frito, Orlandeli, Pablo Carranza, Paulo Batista, Paulo Crumbim, Pedro Cobiaco, Pedro D’Apremont, Pietro Luigi, Ruis Vargas, Thiago Ossostortos, Tiago Elcerdo, Victor Bello, Victor Freundt, Raphael Fernandes, Vitor Valença e Will.
Mal começou o ano de 2018, Marcatti se uniu novamente com João Gordo para relançar as duas revistas RxDxPx Comix, onde os membros da banda Ratos de Porão são caracterizados como ratos para vivenciar HQs “hardcore”. Com roteiro de Marcatti e João Gordo, as edições originais, lançadas há 25 anos, são hoje considerados raríssimos itens de coleção.
Somando mais de 1.800 páginas de HQs, atualmente, vem trabalhando na adaptação de “Os Miseráveis” de Victor Hugo para a Cia das Letras. A HQ, com mais de 650 páginas, pode se tornar a mais importante empreitada de sua carreira.

Em 2013, Marcatti lançou o financiamento coletivo de Coprólitos no Catarse, reunindo em uma edição encadernada de histórias curtas publicadas em 1986 e 1992.
Em 2017, a Ugra Press organizou o álbum Marcatti 40, em homenagem aos 40 anos de carreira de Marcatti, trazendo 40 HQs curtas criadas por diversos artistas brasileiros estreladas por Frauzio, financiado através de crowdfunding pela plataforma Catarse. Em 2018, esta HQ conquistou o 30º Troféu HQ Mix nas categorias "melhor publicação de humor" e "melhor publicação mix" (esta última, empatada com Baiacu, de Angeli e Laerte Coutinho).

Em 2019, Marcatti lançou duas campanhas de financiamento no Catarse: Inês e Pedro - Um Amor que Abalou Portugal, feito em parceria com a professora e pesquisadora Libânia Molina de Souza, a HQ conta a história de Pedro I de Portugal e Inês de Castro e Frauzio - Esse Pode, contendo histórias publicadas nas redes sociais.
Em agosto de 2020, ao lado de Laudo Ferreira e Germana Viana, lançou no Catarse, a campanha de financiamento coletivo de Ménage

## Prêmios
HQ Mix
1989 Publicação Independente
1990 Publicação Independente
1993 Publicação Independente
2004 Publicação Independente
2012 Grande Mestre
Angelo Agostini
1988 Troféu Jayme Cortez
2006 Roteirista

2016 Mestre do Quadrinhos Nacional